# RTP2
RTP2 ist der zweitgrößte und hinsichtlich der Einschaltquoten der letzte der vier nationalen Fernsehkanäle. Es handelt sich um einen portugiesischen öffentlich-rechtlichen Sender, der zum portugiesischen Rundfunk und Fernsehen gehört (RTP). RTP2 ist bekannt für die Ausstrahlung von Kultur-, Sach- und Kinderprogrammen ohne Unterbrechung, darunter Dokumentarfilme, Konzerte, Theater und unabhängige, europäische und klassische Filme.

## Geschichte
RTP2 wurde am 25. Dezember 1968 als Alternativprogramm zu RTP1 eingerichtet und ab dem 16. Oktober 1978 unabhängig von RTP1 betrieben.
1992 wurde RTP2 zu TV2, und 1996 wurde es wieder zu RTP2. Am 5. Januar 2004, nach einer Reform der Regierung, wurde der Sender zu 2: (A Dois – Die Zwei). Es öffnete sich für zivile Partner (Vereine, private oder öffentliche), um ein Sender zu werden, der ausschließlich kulturelle oder Bildungsprogramme ohne Werbeunterbrechungen ausstrahlt. Im Jahr 2005 hatte 2: eine nationale Einschaltquote von 5 bis 7 %.
Seit dem 19. März 2007 ist 2: in RTP2 umbenannt worden. Im Juni 2008 lag die Einschaltquote bei 5,6 %, stagniert aber derzeit bei durchschnittlich 3 %.

## Senderlogos

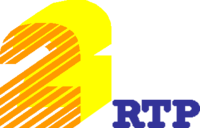
RTP2-Logo vom 21. März 1983 bis Juli 1983.
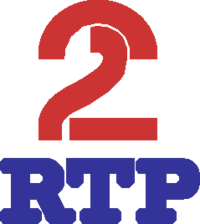
Das RTP2-Logo im Jahr 1986.
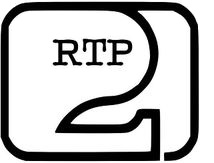
RTP2-Logo vom 13. Oktober 1986 bis zum 1. Dezember 1988.
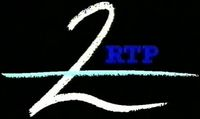
RTP2-Logo vom 17. September 1990 bis 13. September 1992.
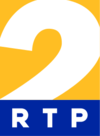
RTP2-Logo 29. April 1996 bis 11. Oktober 1998.
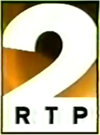
RTP2-Logo vom 12. Oktober 1998 bis 27. Januar 2002.
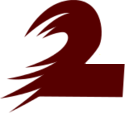
RTP2-Logo zwischen dem 28. Januar 2002 und dem 27. Oktober 2004.
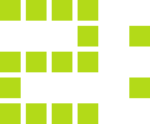
A Dois-Logo (RTP2) zwischen dem 27. Oktober 2004 und dem 21. Februar 2007.
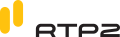
RTP2-Logo vom 21. Februar 2007 bis zum 8. Mai 2016.
RTP2-Logo ab dem 9. Mai 2016.

## Fernsehprogramme
Die Fernsehprogramme von RTP2 sind auf international anerkannte Qualitätsinhalte, nationale und europäische institutionelle Programme, Film, Dokumentarfilme, Theater und klassische Musik ausgerichtet, aber auch US-Serien und Kindersendungen.

### Nachrichten
- Jornal 2

### Magazine
- A Fé dos Homens
- Entre Nós
- Sociedade Civil

### Serien
- 24
- Os Simpson (Die Simpsons)
- Family Guy
- Rato Mico (Rat-Man)
- Serviço de Urgência (Emergency Room – Die Notaufnahme)
- Dois Homens e Meio (Two and a Half Men)
- Sete Palmos de Terra (Six Feet Under – Gestorben wird immer)
- Todos Contra o Chris (Alle hassen Chris)
- A Teoria do Big Bang (The Big Bang Theory)
- Friends
- Rockfeller 30 (30 Rock)
- Mad Men
- Dexter
- Anatomia de Grey (Grey’s Anatomy)
- Erva (Weeds – Kleine Deals unter Nachbarn)
- Chuck
- Supernatural
- Fringe
- O Mentalista (The Mentalist)
- Clínica Privada (Private Practice)
- A Pequena Grã-Bretanha (Little Britain)
- Sankt Maik[3]
- Um Crime, Um Castigo (Engrenages)[4]

### Sport
- Futsal
- Handball
- Rink Hockey

## RTP2 HD
Seit 2019 sendet RTP2 seine Programme vollständig in HD. Der Sender RTP2 HD ist bei allen nationalen Kabelanbietern in Portugal verfügbar.